# 郵政解散

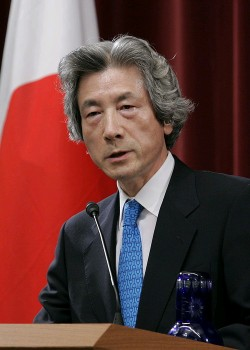
解散後の内閣総理大臣小泉純一郎の会見（2005年8月8日）

郵政解散（ゆうせいかいさん）とは、2005年8月8日の衆議院解散の俗称である。

## 経緯
2005年8月8日、参議院本会議で郵政民営化関連法案が否決された。
会期中から郵政法案が否決された場合は衆議院を解散して総選挙を行うことを明言していた小泉純一郎内閣総理大臣は当日午後2時から、緊急の自由民主党役員会を開催した。会議上で小泉首相が衆議院解散の意思を表明し、また同時に衆議院で反対票を投じた全議員に自由民主党の公認を与えず、郵政民営化賛成派候補を擁立することを命じた。
午後2時30分から与党党首会談（自民党と公明党）が開催され、小泉首相は「選挙日程は8月30日公示、9月11日投票」ということを公明党側に伝えた。その後午後3時より臨時閣議が開催された。
臨時閣議では島村宜伸農林水産大臣、麻生太郎総務大臣、中川昭一経済産業大臣、村上誠一郎行政改革担当大臣の4閣僚が解散に反対する意見を述べたため、小泉首相は最終的に解散に同意した中川経産相を除く3閣僚を別室に呼び、個別に説得をした。
しかし、島村農水相のみ最後まで解散詔書に関する閣議書への署名を拒否して辞表を提出した。これに対し小泉首相は辞表を受理せず、閣議を中断して天皇の認証を得て島村農水相を罷免にし、首相自身が農水相を兼務して解散詔書を閣議決定した。
そして午後7時に開かれた衆議院本会議において、野党側は内閣不信任決議案を提出したが、直後に衆議院は日本国憲法第7条に基づき、2003年10月以来1年10か月ぶりに解散した。

## 呼称
この解散を、元郵政相の自見庄三郎は「自爆解散」、前首相の森喜朗は「花火解散」、元自民党幹事長の加藤紘一は「干からびたチーズ解散」、前農水相の島村宜伸は「驚き解散」、民主党代表の岡田克也は「日本刷新解散」、公明党幹事長代行の太田昭宏は「突発解散」、共産党委員長の志位和夫は「ゆきづまり解散」、社民党党首の福島瑞穂は「八つ当たり解散・わがまま解散」と呼んだが、総選挙後は「郵政解散」が定着した。

## 首相演説
衆議院解散をした同夜、小泉首相は首相官邸の記者会見で衆議院を解散した理由と総選挙に対する意気込みを表明した。その中で、「郵政民営化が、本当に必要ないのか。賛成か反対かはっきりと国民に問いたい」「郵政民営化に賛成する候補者しか公認しない」と主張した。そして、自らを地動説を主張した天文学者のガリレオ・ガリレイになぞらえ、この解散を郵政・ガリレオ解散と名付けた。このときの瞬間視聴率は20％を超えたといわれ、選挙の流れを決定付けたとの評もある。
自民党の選挙CMは当初はこの首相演説の映像を用いようとしたが内閣の職務で行われた性格から断念し、代わりに首相演説時と同じネクタイやカーテンを用いて小泉首相が立って国民に郵政民営化の必要を語りかけるCMを作成した。

## 解散日程
郵政民営化法案の参議院否決を受けて、小泉首相は衆議院を解散する意向をすでに持っていたが、投票日をいつにするかが焦点になった。
法案を否決された日に解散を行う場合、投票日を日曜とする慣例に従えば「8月23日公示、9月4日投票案」と「8月30日公示、9月11日投票案」があった。また投票日を延期する場合、会期ぎりぎりの8月13日に解散をして「9月5日公示、9月18日投票案」も存在した。最終的に「8月8日解散、8月30日公示、9月11日投票案」が採用された。
飯島勲首相秘書官は8月8日時点で「8月23日公示、9月4日投票案」なら自民党単独で衆議院3分の2以上を獲得できるが、「8月30日公示、9月11日投票案」では与党の大勝に留まると予想していた。
また8月解散は日本政治史上では2例目。前回の8月解散は1952年8月28日の衆議院解散（抜き打ち解散）であり、53年ぶりとなった。
8月解散があまりなかったのは、8月の国会は閉会や自然休会になっていることが多く、与野党共に政治休戦の時期に当てることが多いこと、各省庁が来年度予算案の概算要求基準策定時期に当たること、猛暑の中での選挙戦が高齢の候補者にとって体力的に負担になることなどが配慮になって避けられていた。
1952年の解散は8月下旬だったので選挙戦は9月に行われ投票日は10月となったが、2005年の解散は8月上旬だったので、8月から9月上旬までの猛暑の中で選挙戦に突入した。

## 議論
参議院での法案否決を原因として衆議院を解散すること、解散に反対する閣僚を罷免してまで衆議院解散を閣議決定したことは憲政史上初の事態であるため、解散権の濫用ではないかとの議論にもなった。
総選挙後の2005年9月14日、郵政法案が参議院で否決されただけで衆議院を解散したのは憲法に違反するとして、宇都宮市議が衆議院解散の無効確認を求める訴訟を東京高裁に起こした。原告は「憲法第59条に基づき、両院協議会や衆議院で3分の2以上の賛成を得るための法案再議決をしなければ解散ができない」と主張した。しかし、法案の採決が両院で異なる場合の両院協議会開催や衆議院の法案再議決の実施は法律上は強制ではなく任意であるとして12月15日に東京高裁は訴えを棄却した。原告は上告をするも、最高裁は2006年3月28日に上告を棄却した。内閣による助言による天皇の国事行為としての衆議院解散は日本国憲法第7条で、首相による閣僚罷免は日本国憲法第68条においてそれぞれ明記されている権限であり、問題ないとされた。

## 解散の予想
小泉首相は郵政法案が否決されたら解散総選挙を行うことを明言していたが、必ずしも言葉通り受け止めない向きが多かった。与党分裂の状況で解散総選挙をすれば民主党が漁夫の利を得て自民党が下野することが懸念されていたため、小泉の発言は、そのようなことにならないよう与党の結束を促すための脅しと思われた。自民党政権においては三木武夫、海部俊樹といった歴代総理が与党内を牽制するための解散を模索しながら断念したという経緯もあり、党の分裂を招くような解散は不可能だというのが政界の通り相場だった。また衆議院での法案可決後は、参議院否決に対して衆議院解散総選挙をしても参議院の構成は変わらず、郵政法案は成立できないことからも、解散の効果を疑問視する声があった。
こうしたことから、郵政民営化法案に反対票を投じた自民党議員は解散を脅しとしてしか考えておらず、本当に解散をすると考えていなかった。亀井静香は「解散できるわけがない」と公言し、反対派を結集させていた。熊代昭彦は郵政法案が否決された場合、解散も総辞職もせずに次期国会で法案を修正して出し直すと予想していた。
一方で、小泉は解散総選挙で衆議院が郵政民営化賛成の与党が過半数を獲得できれば、参議院の反対派も賛成に回ってくれると信じ、衆議院を解散した。自民党国会対策委員長の中川秀直は2004年9月の段階で「小泉首相の性格なら民営化法案が否決されたら確実に解散する」と断言していた。

## その他
- 日本国憲法では衆議院しか解散できないが[注 4]、飯島首相秘書官は「もし参議院を解散できたとすれば、小泉首相は参議院も解散していただろう」と述べている。
- 上下院対等時代のイギリスでも同様の議会解散劇が起こっている。1910年の自由党のアスキス内閣は提出した予算案（人民予算）が庶民院で可決されて貴族院では否決された際に、庶民院を解散して総選挙を行った。総選挙の結果、自由党は第一党の座を確保し、貴族院は再度提出された予算案をやむを得ず可決した。なおイギリスでは1911年の議会法改正により庶民院の優越が認められて庶民院が可決した予算案等の成立を貴族院が事実上阻止できなくなった。2011年7月に議会任期固定法が成立したことにより庶民院の議決がないと庶民院を解散できないように解散権が制限されたが、2022年3月の議会解散・召集法の成立により、解散権制限は廃止された。